# Cyrtandra zippelii
Cyrtandra zippelii är en tvåhjärtbladig växtart som beskrevs av Charles Baron Clarke. Cyrtandra zippelii ingår i släktet Cyrtandra och familjen Gesneriaceae. Inga underarter finns listade i Catalogue of Life.